# Lago Oesa
El lago Oesa es un lago de altitud canadiense ubicado a una altitud de 2267 metros en las montañas del Parque nacional Yoho, cerca de Field, Columbia Británica, Canadá, mientras que un sendero en el otro extremo del lago conduce al refugio de montaña Abbot Hut.
El lago recibe su nombre de un término del idioma stoney (idioma nativo local) referido a «esquina». Se puede llegar a él a través de un sendero de ascenso de 3,2 kilómetros que comienza en el lago O'Hara y asciende aproximadamente 250 metros. Un sendero alpino a lo largo de la montaña Yukness conecta el lago Oesa con el cercano lago Opabin.